# Angélica Celaya

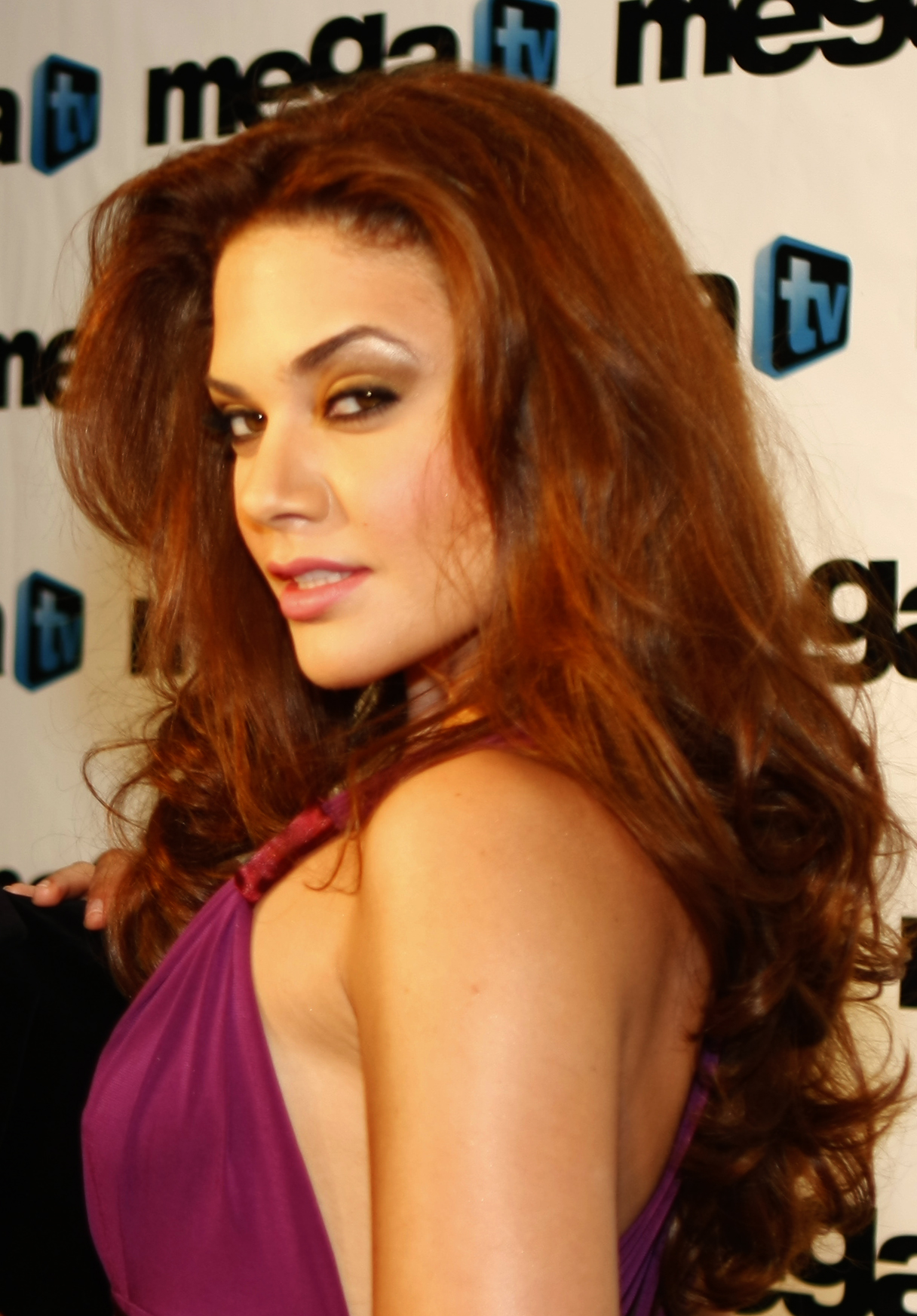
Angélica Celaya (2000)

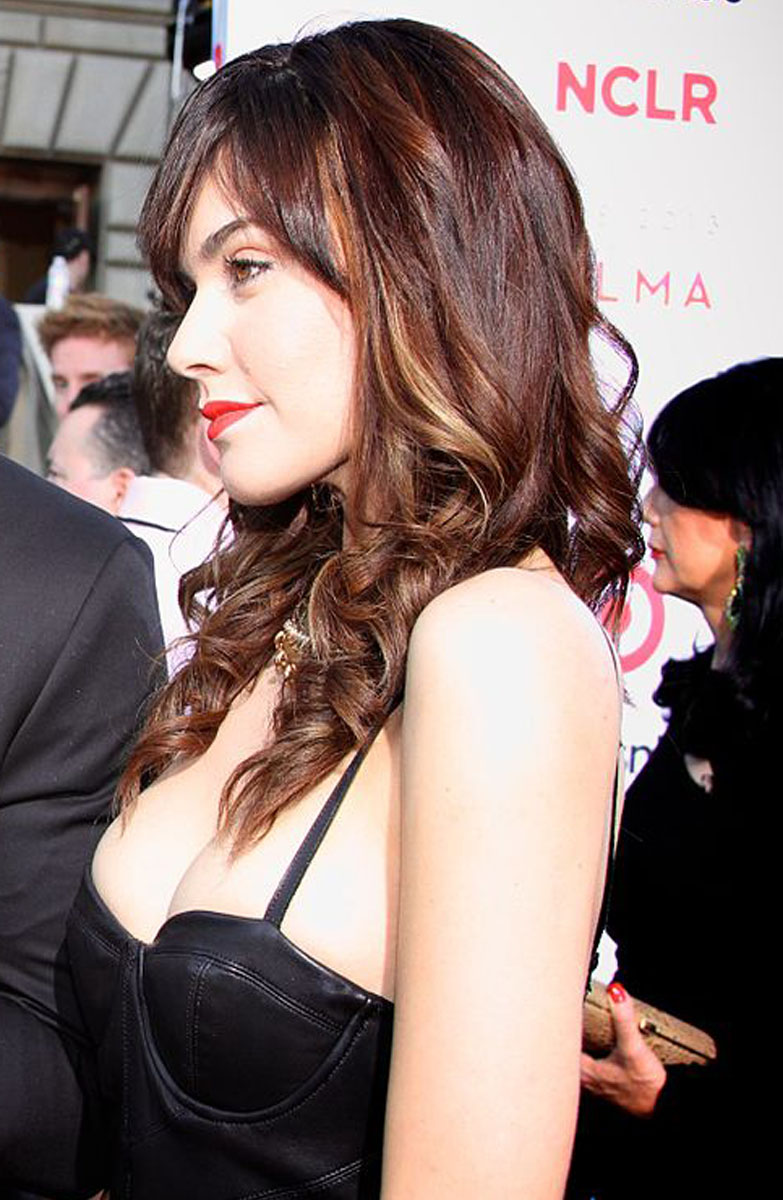
Ángelica Celaya (2013)

Angélica Guadalupe Celaya (ur. 9 lipca 1982 w Tucson) – amerykańska aktorka, która wystąpiła m.in. w serialu Constantine.

## Filmografia

### Filmy
| Rok  | Tytuł                               | Rola              | Uwagi                        |
| ---- | ----------------------------------- | ----------------- | ---------------------------- |
| 2010 | Dead West                           | Gloria Valenzuela |                              |
| 2010 | Más sabe el diablo: El primer golpe | René Cardona      | film DVD; prequel telenoweli |
| 2014 | Kiss of Vengeance                   | The Lady          | krótkometrażowy              |
| 2018 | Danger One                          | Brie              |                              |
| 2019 | Skin in the Game                    | Eve               |                              |

### Telewizja
| Rok     | Tytuł                           | Rola              | Uwagi             |
| ------- | ------------------------------- | ----------------- | ----------------- |
| 2003    | Ladrón de corazones             | Renata            | 1 odc.            |
| 2005    | Los Plateados                   | Ximena Campuzano  | 1 odc.            |
| 2006    | Decisiones                      | Lucy              | 1 odc.            |
| 2006    | Marina                          | Rosalba Álvarez   | 1 odc.            |
| 2008    | Mientras haya vida              | Paula Hernández   | 1 odc.            |
| 2008    | Vivir por ti                    | Liliana           | 1 odc.            |
| 2008    | Gabriel, amor inmortal          | Eva León          | 10 odc.           |
| 2010    | Pieska miłość                   | Miranda           | 1 odc.            |
| 2010    | Edgar Floats                    | Penny             | film TV           |
| 2010–11 | Ktoś Cię obserwuje              | Eva Zanetti       | 75 odc.           |
| 2012    | Tożsamość szpiega               | Angela Flores     | 1 odc.            |
| 2013    | El Señor de los Cielos          | Eugenia Casas     | 56 odc.           |
| 2014    | Dallas                          | Lucia Treviño     | 3 odc.            |
| 2014–15 | Constantine                     | Mary "Zed" Martin | gł. rola          |
| 2015    | Agent X                         | Luna              | 1 odc.            |
| 2016    | The Death of Eva Sofia Valdez   | Dominique         | film TV           |
| 2016    | Zabójcze umysły: poza granicami | Silvia Ruiz       | 1 odc.            |
| 2016    | Castle                          | Sonia Ruiz        | 1 odc.            |
| 2017    | Mariposa de Barrio              | Jenni Rivera      | gł. rola, 69 odc. |
| 2019    | Preso No. 1                     | Miranda Collins   | 26 odc.           |